# Lernanist
Lernanist (en arménien Լեռնանիստ ; jusqu'en 1978 Verin Akhta) est une communauté rurale du marz de Kotayk, en Arménie. Elle compte 3 080 habitants en 2008.